# Arachnocaulus
Arachnocaulus es un género de coleópteros de la familia Anthribidae.

## Especies
Contiene las siguientes especies:
- Arachnocaulus filitarsis Fairmaire, 1897